# Eutropis rudis
Eutropis rudis (коричнева мабуя) — вид сцинкоподібних ящірок родини сцинкових (Scincidae). Мешкає в Південно-Східній Азії.

## Поширення і екологія
Коричневі мабуї мешкають в Індії (Нікобарські острови), М'янмі, Таїланді, Малайзії, Індонезії, Брунеї та на південному сході Філіппін. Вони живуть у вологих тропічних лісах. Живляться комахами. Відкладають яйця, у кладці 2—3 яйця.